# Obsttresterbrand
Obsttresterbrand bezeichnet man allgemein einen Brand (destillierte Spirituose) aus Trester von Obst, ausgenommen Weintraubentrester. Als Verkehrsbezeichnung ist die Verwendung auf Getränke aus verschiedenen Obstsorten beschränkt. Wird nur eine Sorte zur Herstellung verwendet, lautet die Verkehrsbezeichnung -tresterbrand mit dem Zusatz der jeweiligen Frucht. Die Sachbezeichnung lautet Brand aus -trester.
Er wird ausschließlich durch Gärung und Destillation von Obsttrester zu weniger als 86 Vol.-% Alkohol gewonnen. Die Merkmale in der Zusammensetzung sind ein Alkoholgehalt von mind. 37,5 Vol.-% Alkohol, ein max. Gehalt von Methanol unter 1.500 g/hl und ein Gehalt an flüchtigen Bestandteilen von mindestens 200 g/hl r. A. Obsttresterbrand zeichnet sich durch eine klare und farbarme Beschaffenheit aus. Es dürfen weder Aromen noch zusätzlicher Alkohol hinzugegeben werden. Lediglich der Zusatz von Zuckerkulör zur Farbanpassung ist erlaubt.